# Lo strano caso di Adelaide Harris
Lo strano caso di Adelaide Harris è un romanzo per ragazzi dello scrittore inglese Leon Garfield, pubblicato per la prima volta in Inghilterra nel 1971.
La versione italiana, risalente al 1989, è stata curata da Lucio Angelini per la casa editrice Arnoldo Mondadori (nella collana SuperJunior) e consta 190 pagine.

## Sinossi
Inghilterra, XVIII secolo. Il giovane Harris, piccolo e furbo, con l'amico Bostock, grosso ed ingenuo, frequenta una "scuola per figli di gentiluomini e di mercanti". Qui, dopo una lezione di storia del signor Brett, giovane e misterioso insegnante, rimane così entusiasta di certe storie dell'antica Roma, specialmente quella di Romolo e Remo, che decide che vuole metterle in pratica, scegliendo come cavia la sorellina Adelaide.
L'esperimento è rischioso: lasciare la piccola sulle colline accanto al paese e aspettare che passi una volpe per allattarla.
Inoltre il Fato si mette di mezzo: proprio quando i due ragazzi hanno appena abbandonato la bambina e si sono nascosti per vedere la fantomatica volpe arrivare, ecco che spuntano Tizzy e Ralph, figli rispettivamente del Maggiore Alexander e del Dr. Bunnion, un insegnante e il preside dell'istituto di Bostock e Harris.
Tizzy, che stava avendo quella che doveva essere una passeggiata romantica con l'aitante ragazzo, ma che la lasciava indifferente, vede Adelaide, la "salva" e decide di portarla a scuola, non accorgendosi che l'accompagnatore aveva cercato di saltarle addosso, mentre si chinava per raccogliere la piccola, e che poi era finito con la faccia tra i rovi, graffiandosela tutta.
Ma all'istituto nascono solamente malintesi: l'arrivo della ragazza con una bimba in braccio e la vista del volto del giovane pieno di sangue, fanno al personale docente un'impressione sbagliata, tanto che il Maggiore Alexander sfida a duello Ralph per vendicare il "macchiato" onore della figlia.
Della piccola Adelaide ci si sbarazza subito, affidando proprio a Ralph il compito di portarla alla chiesa più vicina.
Bostock e Harris, che avevano seguito i due ragazzi fino a scuola, appena il giovane esce a cavallo, lo pedinano sicuri che si dirigerà alla chiesetta meno lontana. Invece Ralph, libero, per una volta, di poter cavalcare, decide di portarla a quella più distante, ma gli altri due non si accorgono di aver preso la bambina sbagliata: anche di fronte alla chiesa nella quale si dirigono loro, infatti, trovano un bambino in fasce e, sicuri che si tratti di Adelaide e ingannati anche dal buio della notte appena calata, non controllano chi sia veramente il bebè e Harris lo porta a casa, deponendolo nella culla della sorellina.
Naturalmente la cosa non passa inosservata: appena la balia va ad allattare quella che crede Adelaide, trova invece un bimbo zingaro debole e denutrito. 
Il padre di Harris, per ritrovare la figlioletta, decide di assoldare un investigatore privato, un certo Raven, che però porta più guai che altro: egli infatti, mentre, attraverso una serie di ostacoli, Bostock e l'amico cercano di prendere Adelaide dall'ospizio a cui è stata affidata dalla chiesetta dove era stata lasciata, segue delle piste tutte sue (come stare appresso ad un corpulento ragazzo di nome Sorley, figlio di un ricco mercante e frequentante la scuola di Mr. Bunnion), arrivando a perseguitare l'innocente Mr. Brett, che tenta solo di farsi notare da Tizzy Alexander, di cui è da lungo innamorato. 
E proprio quest'ultimo, che aveva cercato disperatamente di non mettersi in mezzo alla faccenda del duello, per ironia della sorte, è obbligato ad essere il secondo sia di Ralph che del Maggiore Alexander.
Per questo motivo viene interpellato da Mrs. Bunnion affinché impedisca lo svolgimento del duello e quindi, secondo lei, la morte del figlio.
Alla fine, tormentato, egli dà la sua parola che impedirà lo svolgersi del combattimento.
Intanto qualcosa va per il verso giusto: Tizzy capisce di essere rimasta impassibile all'uscita con Ralph perché anche lei innamorata di Mr Brett e, incoraggiata dalla madre, riesce a trovarsi nella situazione in cui lui si dichiari, e i due si fidanzano; Bostock e Harris riescono a riprendere Adelaide e, senza farsi notare da nessuno, la riportano nella sua culla e fanno arrivare il bambino con cui era stata sostituita all'ospizio; Sorley conduce a termine il caso, sicuro di aver fatto del bene, mentre invece ha solo accusato persone sbagliate e fatto inutili giri mentali.
Per colpa sua, alla fine, Mr Brett è obbligato a fuggire in America se non vuole essere accusato per qualcosa di non fatto, e lo decide senza avvertire Tizzy, in modo che ella non debba scegliere fra lui e la famiglia.
Ma la ragazza scopre tutto, raggiunge il fidanzato e, sempre sostenuta da Mrs. Alexander, si mette in viaggio con lui verso il Nuovo Mondo, proprio il giorno in cui dovrebbe svolgersi il duello.
Mr. Brett ha mantenuto la promessa fatta a Mrs. Bunnion: è riuscito a salvare Ralph comunicando a lui e al Maggiore Alexander due differenti luoghi d'incontro, e mettendo quindi in pace tutti i cuori: nessuno infatti voleva che quel duello avesse luogo, e scoperto che Mr. Brett li aveva ingannati accettando di fare da secondo ad entrambi gli avversari, tutti decidono di lasciarsi quella vicenda alle spalle e di non dare inizio ad alcuno scontro, facendo del povero Brett il capro espiatorio, ma tanto lui è felicemente in viaggio con la donna dei suoi sogni.

## Televisione
De Lo strano caso di Adelaide Harris, nel 1979, è stata fatta una trasposizione televisiva in una miniserie di sei puntate dalla BBC, in Gran Bretagna.